# Коромысловка
Коромысловка — село в Кузоватовском районе Ульяновской области. Административный центр Коромысловского сельского поселения.

## География
Село находится на расстоянии примерно 5 км (по прямой) к северу от рабочего посёлка Кузоватово, административного центра района.

### Часовой пояс
Село Коромысловка, как и вся Ульяновская область, находится в часовой зоне МСК+1. Смещение применяемого времени относительно UTC составляет +4:00.

## История
В 1913 в селе насчитывалось 440 дворов, проживало 2770 жителей. Действовала церковь со школой. В 1990-е годы работал СПК «Коромысловский».

## Население
| 2010 |
| ---- |
| 916  |

### Национальный состав
Согласно результатам переписи 2002 года, в национальной структуре населения русские составляли 96 % из 1025 чел.

## Улицы
| - ул. 1 Порядка, - ул. Гагарина, - пер. Дорожный, - ул. Задняя, | - ул. Заречная, - ул. Луговая, - ул. Мира, - ул. Молодёжная, | - ул. Нижняя, - ул. Овражная, - ул. Парковая, - ул. Плантация, | - ул. Полевая, - ул. Последняя, - ул. Свияжная, - ул. Центральная. |